# 玛丽-吉特·迪费
玛丽-玛格丽特·迪费（法語：Marie-Marguerite Dufay，法語發音：[maʁi maʁɡəʁit dyfɛ]；婚前姓波亚克 (Paulhac)；1949年5月21日—），更广为人知的名字是玛丽-吉特·迪费（Marie-Guite Dufay，[maʁi ɡit dyfɛ]），法国政治人物，社会党员，现任勃艮第-弗朗什-孔泰大区议会主席。